# Albright Peak
Der Albright Peak ist ein Berg im Grand-Teton Nationalpark im Westen des US-Bundesstaates Wyoming. Er hat eine Höhe von 3221 m und ist Teil der Teton Range in den Rocky Mountains. Der Albright Peak wurde nach Horace M. Albright, einem Direktor des National Park Service, benannt. Er liegt 1,3 km südsüdwestlich des Static Peak und bildet das südliche Ende des Grates, der sich bis zum Buck Mountain zieht. Er erhebt sich ca. 2 km nördlich des Phelps Lake und nordöstlich des Death Canyon. Der Gipfel kann am leichtesten über den Alaska Basin Trail erreicht werden.

## Belege
1. ↑  Peakbagger: Albright Peak. Abgerufen am 28. Januar 2021.
2. ↑  Geonames: Albright Peak. Abgerufen am 28. Januar 2021.
3. ↑  Ortenburger, Leigh N.; Reynold G. Jackson (Nov 1, 1996): A climber's guide to the Teton Range. Hrsg.: Mountaineers Books. ISBN 0-89886-480-1.
4. ↑  The American Southwest: Death Canyon and Albright Peak, Grand Teton National Park, Wyoming. Abgerufen am 28. Januar 2021.